# 在エディンバラ日本国総領事館
在エディンバラ日本国総領事館（ざいエディンバラにほんこくそうりょうじかん、英語: Consulate-General of Japan in Edinburgh、スコットランド・ゲール語: Àrd-chonsalachd Iapan ann an Dùn Èideann）は、イギリス連合王国を構成するスコットランドの首都エディンバラに設置されている日本の総領事館である。
1990年3月31日の法改正でエディンバラに総領事館を開設することが定められた後、翌1991年に初代総領事の大塚清一郎が赴任した。

## 所在地
2 Melville Crescent, Edinburgh EH3 7HW

## 管轄地域
スコットランド全域に加えて、イングランド北部の旧クリーブランド県の各単一自治体、並びにカンブリア県、ダーラム県、ノーザンバーランド県及びタインアンドウェアー県を管轄。